# Alfabeto latino ucraniano
El alfabeto latino ucraniano  es la forma de escritura latina utilizada para escribir, transliterar y retransliterar el idioma ucraniano . También llamado Latynka - Українська латиниця en ucraniano) ha sido propuesto e impuesto varias veces en la historia de Ucrania, aunque no se ha impuesto sobre el alfabeto cirílico ucraniano. Actualmente se promueve como una forma de facilitar la integración de Ucrania a la Unión Europea. 

## Características

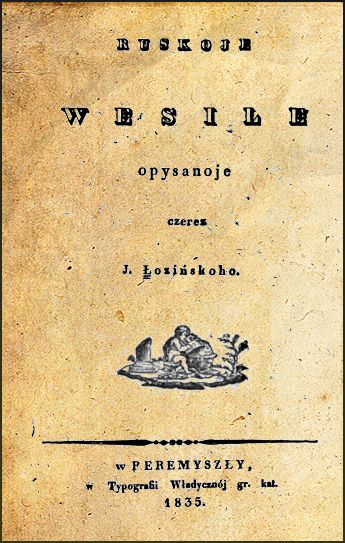
Portada del libro "Ruskoje wesile" (Boda rutena, 1835) de Yosyp Lozynskyi, que era una presentación de su alfabeto latino para el idioma ruteno (ucraniano).

El uso del alfabeto cirílico en el idioma ucraniano estándar proviene de una tradición que se remonta a la introducción del cristianismo y del antiguo eslavo eclesiástico en la Rus de Kiev . Las propuestas de latinización, siempre han tenido una carga política y nunca han sido generalmente aceptadas, aunque últimamente la élite intelectual nacional ucraniana ha expresado algunas propuestas para crear un alfabeto latino oficial para Ucrania.
Aunque superficialmente es similar al alfabeto latino, la transliteración del ucraniano del cirílico al alfabeto latino (o romanización) no suele estar destinada a hablantes nativos y suele estar más diseñada para ciertos requisitos académicos o limitaciones técnicas.

## Historia

### SigloXIX
Durante el siglo XIX hubo intentos de introducir la escritura latina en la escritura ucraniana, por Josyp Łozynski, erudito y sacerdote ucraniano de Leópolis
El uso de la escritura latina para el ucraniano fue promovido por las autoridades de Galitzia, bajo el Imperio Habsburgo de Austria, en esta región sus habitantes eran en su mayoría ucranianos y hubo un debate sobre si el idioma debía escribirse en latín o en cirílico. A este debate se le llama la Guerra del Alfabeto. En esta "batalla" el virrey Agenor Gołuchowski intentó imponer este alfabeto latino en las publicaciones ucranianas en 1859 como parte de una campaña de polonización en Galitzia. 
También se impuso un alfabeto latino para las publicaciones ucranianas en la Besarabia, Bucovina y Dobrudja rumanas, en la Zakarpatia húngara.
Franz Miklosich desarrolló un alfabeto latino para el ucraniano en 1852, basado en los alfabetos polaco y checo (adoptando los alfabetos checos č, š, ž, dž, ď, ť y los polacos ś, ź, ć, ń y ľ siguiendo el mismo patrón). El político checo Josef Jireček se interesó por este concepto y logró obtener el apoyo para el proyecto en el Ministerio del Interior Imperial.  Josip Lozynskyi, entre otros, se pronunció a favor de la introducción del alfabeto latino.
También fue criticado por Josyp Levytskyi y Markijan Šaškevytš, entre otros. En particular, Shashkevytš señaló en su crítica que el alfabeto latino no tenía ninguna conexión histórica con el idioma ucraniano y que el alfabeto cirílico es más adecuado para describir los sonidos que ocurren en ucraniano con un solo signo. Además, temía que la introducción de un alfabeto extranjero ralentizara el aumento del nivel educativo de los ucranianos.
En Ucrania, bajo el Imperio ruso, Mykhailo Drahomanov promovió un alfabeto cirílico puramente fonémico (el Drahomanivka ) que incluía la letra latina ј en 1876, reemplazando los dígrafos я, є, ю, ї por ја, је, јu, јі, similar a la anterior reforma de Karadžić del alfabeto serbio .

### SigloXX
En la Ucrania soviética, durante la conferencia ortográfica de 1927 en Járkov, los lingüistas Maik Yohansen, Borys Tkachenko y Mykola Nakonechnyi propusieron la aplicación de la escritura latina más "internacional" al ucraniano, pero la idea encontró resistencia por parte de los representantes del gobierno soviético. El alfabeto latino no ganó mayor popularidad ni siquiera en el marco de la latinización en la URSS.
Después del colapso de la Unión Soviética, Ucrania ha tratado de usar el alfabeto latino principalmente para la transliteración. Después de 1991 (independencia de Ucrania), la romanización ganó importancia. El Comité de Terminología Legal emitió su primera recomendación sobre directrices uniformes de transliteración en 1996.
En 2010, el gobierno ucraniano emitió su última recomendación sobre la transliteración de nombres propios.

### SigloXXI

#### Transliteración nacional ucraniana
Este es el sistema de transliteración oficial de Ucrania, empleado también por las Naciones Unidas y los servicios exteriores de muchos países. Actualmente se utiliza ampliamente para representar nombres geográficos ucranianos y para nombres personales en los pasaportes. Se basa en la ortografía inglesa y solo requiere caracteres ASCII sin diacríticos. Puede considerarse una variante del "sistema modificado de la Biblioteca del Congreso", pero no simplifica las terminaciones -ий y -ій.
La primera versión del sistema fue codificada en la Decisión N.º 9 del Comité Ucraniano sobre Cuestiones de Terminología Jurídica el 19 de abril de 1996,   estableciendo que el sistema es vinculante para la transliteración de los nombres ucranianos al inglés en actos legislativos y oficiales.
La versión actual de 2010 se utiliza para transliterar todos los nombres propios y fue aprobada como Resolución 55 del Gabinete de Ministros de Ucrania, el 27 de enero de 2010.   Esta modificó leyes anteriores y reunió un sistema unificado de documentos oficiales, publicación de obras cartográficas, señales e indicadores de localidades habitadas, calles, paradas, estaciones de metro, etc.
Ha sido adoptado internacionalmente. La 27.ª sesión del Grupo de Expertos de las Naciones Unidas en Nombres Geográficos ( UNGEGN ), celebrada en Nueva York el 30 de julio y el 10 de agosto de 2012, aprobó el sistema de romanización ucraniano.   El BGN/PCGN adoptó conjuntamente el sistema en 2020. 
Los nombres geográficos oficiales se romanizan directamente del original ucraniano y no se traducen. Por ejemplo, el Kyivska oblast, no el Óblast de Kiev, el Pivnichnokrymskyi kanal, no el Canal de Crimea del Norte . 

#### DSTU 9112:2021
El 1 de abril de 2022, la «Transliteración cirílico-latina y retransliteración latín-cirílica de textos ucranianos. Reglas de escritura» ( SSOU 9112:2021 ) fue aprobada como Norma Estatal de Ucrania . La norma se basa en la norma ISO 9:1995 modificada y fue desarrollada por el Comité Técnico 144 "Información y Documentación" de la Biblioteca Estatal Científica y Técnica de Ucrania . Según esta, podría utilizarse en la futura cooperación entre la Unión Europea y Ucrania, en la que «el ucraniano pronto, junto con otras lenguas europeas, ocupará el lugar que le corresponde en los escenarios de procesamiento del lenguaje natural multilingüe, incluida la traducción automática». 

## Variaciones

### Abecadło
El alfabeto latino, diseñado por Lozynskyj y más a menudo llamado Abecadło. El alfabeto tomaba prestados caracteres de los alfabetos latinos checo y polaco y era similar al bielorruso Łacinka. Este alfabeto latino no fue ampliamente aceptado, y los ucranianos que vivían cerca de los territorios polacos hicieron algún uso (y fue allí donde se llamó Abecadło
| A a | B b | C c   | Ć ć   | Cz cz | D d   | Ď ď   | E e   | F f   | G g |
| А а | Б б | Ц ц   | Ць ць | Ч ч   | Д д   | Дь дь | Е е   | Ф ф   | Ґ ґ |
| H h | I i | J j   | K k   | L l   | Ł ł   | M m   | N n   | Ń ń   | O o |
| Г г | І і | Й й   | К к   | Ль ль | Л л   | М м   | Н н   | Нь нь | О о |
| P p | R r | Ŕ ŕ   | S s   | Ś ś   | Sz sz | T t   | Ť ť   | U u   | W w |
| П п | Р р | Рь рь | С с   | Сь сь | Ш ш   | Т т   | Ть ть | У у   | В в |
| Y y | Z z | Ź ź   | Ż ż   |       |       |       |       |       |     |
| И и | З з | Зь зь | Ж ж   |       |       |       |       |       |     |

### El proyecto de Jireček
Josef Jireček diseñó el alfabeto latino aún más cerca del alfabeto checo (conservó las letras polacas ć, ń, ś, ź).
| A a       | B b | C c   | Ć ć   | Č č   | Ch ch | D d | Ď ď     | Dz dz | Dź dź   |
| А а       | Б б | Ц ц   | ЦЬ ць | Ч ч   | Х х   | Д д | ДЬ дь   | Дз дз | Дзь дзь |
| Dž dž     | E e | ě     | F f   | G g   | H h   | I i | J j     | K k   | L l     |
| Дж дж     | Е е | є     | Ф ф   | Ґ ґ   | Г г   | І і | (Й) (й) | К к   | Л л     |
| Ľ ľ       | Ł ł | M m   | N n   | Ń ń   | O o   | P p | R r     | Ŕ ŕ   | S s     |
| Л(Ь) л(ь) | Л л | М м   | Н н   | НЬ нь | О о   | П п | Р р     | РЬ рь | С с     |
| Ś ś       | Š š | Šč šč | T t   | Ť ť   | U u   | ü   | V v     | W w   | X x     |
| СЬ сь     | Ш ш | Щ щ   | Т т   | ТЬ ть | У у   | і   | В в     | В в   | Кс кс   |
| Y y       | Z z | Ź ź   | Ž ž   |       |       |     |         |       |         |
| И и       | З з | ЗЬ зь | Ж ж   |       |       |     |         |       |         |

### Comparación
Comparación de varios sistemas de romanización para ucraniano y versiones históricas del alfabeto latino ucraniano en un ejemplo del Himno Estatal de Ucrania.

#### Sistemas oficiales de romanización ucranianos
| Cirílico | Sistema nacional Ucraniano (KMU Resolution 55) Acuerdo BGN/PCGN 2019 | DSTU 9112:2021, System A | DSTU 9112:2021, System B |
| --- | --- | --- | --- |
| Ще не вмерла України і слава, і воля, Ще нам, браття молодії, усміхнеться доля. Згинуть наші воріженьки, як роса на сонці. Запануєм і ми, браття, у своїй сторонці. Приспів: Душу й тіло ми положим за нашу свободу, І покажем, що ми, браття, козацького роду. | Shche ne vmerla Ukrainy i slava, i volia. Shche nam, brattia molodii, usmikhnetsia dolia. Zghynut nashi vorizhenky, yak rosa na sontsi, Zapanuiem i my, brattia, u svoii storontsi. Pryspiv: Dushu y tilo my polozhym za nashu svobodu, I pokazhem, shcho my, brattia, kozatskoho rodu. | Ŝe ne vmerla Ukraïny i slava, i volja, Ŝe nam, brattja molodiï, usmixnetjsja dolja. Zǧynutj naši voriženjky, jak rosa na sonci. Zapanujem i my, brattja, u svoïj storonci. Pryspiv: Dušu j tilo my položym za našu svobodu, I pokažem, ŝo my, brattja, kozacjkoǧo rodu. | Shche ne vmerla Ukrajiny i slava, i volja, Shche nam, brattja molodiji, usmikhnetjsja dolja. Zghynutj nashi vorizhenjku, jak rosa na sonci. Zapanujem i my, brattja, u svojij storonci. Pryspiv: Dushu j tilo my polozhym za nashu svobodu, I pokazhem, shcho my, brattja, kozacjkogho rodu. |

#### Sistemas de romanización no ucranianos
| ISO 9:1995 | Biblioteca del Congreso ( ALA-LC ) | BGN/PCGN 1965 (Obsoleto) |
| --- | --- | --- |
| Ŝe ne vmerla Ukraïni ì slava, ì volâ, Ŝe nam, brattâ molodìï, usmìhnet'sâ dolâ. Zginut' našì vorìžen'ki, âk rosa na soncì. Zapanuêm ì mi, brattâ, u svoïj storoncì. Prispio: Dušu j tìlo mi položim za našu svobodu, Ì pokažem, ŝo mi, brattâ, kozac'kogo rodu. | Shche ne vmerla Ukraïny i slava, i voli͡a. Shche nam, bratti͡a molodiï, usmikhnet'si͡a doli͡a. Zhynut' nashi vorizhen'ky, i͡ak rosa na sont͡si, Zapanui͡em i my, bratti͡a, u svoïĭ storont͡si. Pryspiv: Dushu ĭ tilo my poloz͡hym za nashu svobodu, I pokaz͡hem, shcho my, bratti͡a, kozat͡s'koho rodu. | Shche ne vmerla Ukrayiny i slava, i volya. Shche nam, brattya molodiyi, usmikhnet'sya dolya. Z·hynut' nashi vorizhen'ky, yak rosa na sontsi, Zapanuyem i my, brattya, u svoyiy storontsi. Pryspiv: Dushu y tilo mi polozhym za nashu svobodu, I pokazhem, shcho my, brattya, kozats'koho rodu. |

#### Alfabetos latinos históricos
| De Łozynśkyj | De Jireček | Basado en Gajica |
| --- | --- | --- |
| Szcze ne wmerła Ukrainy i sława, i wola. Szcze nam, brattia molodii, usmichneťsia dola. Zhynuť naszi woriżeńky, jak rosa na sonci, Zapanujem i my, brattia, u swoij storonci. Pryspiw: Duszu j tiło my położym za naszu swobodu, I pokażem, szczo my, brattia, kozaćkoho rodu. | Šče ne vmerla Ukrajiny i slava, i voľa. Šče nam, bratťa molodiji, usmichnet sě doľa. Zhynut naši vorüžeńky, jak rosa na sonci, Zapanujem i my, bratťa, u svojij storonci. Pryspiv: Dušu j tilo my položym za našu svobodu, I pokažem, ščo my, bratťa, kozaćkoho rodu. | Šče ne vmerla Ukrajiny i slava, i volja. Šče nam, brattja molodiji, usmixnetjsja dolja. Zhynutj naši voriženjky, jak rosa na sonci, Zapanujem i my, brattja, u svojij storonci. Pryspiv: Dušu j tilo my položym za našu svobodu, I pokažem, ščo my, brattja, kozacjkoho rodu. |